# Polizeiruf 110: Um Kopf und Kragen
Um Kopf und Kragen ist ein Fernsehfilm aus der ARD-Krimireihe Polizeiruf 110. Der Film wurde im Auftrag des BR unter der Regie von Peter Patzak produziert und am 13. Januar 2002 erstmals in der ARD als 235. Folge der Krimireihe ausgestrahlt. Es ist der sechste Fall des Münchner Polizeiruf-Ermittlers Jürgen Tauber und der dritte Fall für seine Kollegin Jo „Josephine“ Obermaier.

## Handlung
Kriminalhauptkommissar Jürgen Tauber und seine Kollegin Jo Obermaier müssen in den Reihen der Polizei ermitteln, nachdem die junge Streifenpolizistin Mary Mitterer-Sanchez erschossen in ihrem Auto auf einem Autobahn-Parkplatz gefunden wird. Mobbing-Attacken ihrer Kollegen lassen den Schluss zu, dass der Täter in diesem Umfeld zu suchen ist.

## Kritik
Die Krimiakte nennt diesen Polizeiruf 110 kurz und knapp „enttäuschend“.